# جورج مايكل كيومو
جورج مايكل كيومو (بالإنجليزية: George Michael Cuomo)‏ (10 أكتوبر 1929، نيويورك في الولايات المتحدة - 26 أكتوبر 2015)؛ روائي أمريكي.